# John Gormley (homme politique canadien)
Pour les articles homonymes, voir John Gormley et Gormley.
John Kenneth Gormley (né le 2 août 1957) est un présentateur radio et un homme politique fédéral canadien de la Saskatchewan. Il représente la circonscription de The Battlefords—Meadow Lake à titre de député du Parti progressiste-conservateur du Canada de 1984 à 1988.

## Biographie
Né à Singapour alors que son père sert comme capitaine dans le Royal Army Medical Corps pendant l'insurrection communiste malaise et sa mère à titre de lieutenante dans la Royal Australian Army Nursing Corps (en). La famille s'installe en Saskatchewan en 1960, dans la région de Battleford au nord-ouest de Saskatoon.
Étudiant au collège St. Thomas, il s'initie à la présentation radiophonique à la station CJNB (en) de North Battleford lorsqu'il est adolescent. Il s'inscrit ensuite en étude de l'anglais à l'Université de la Saskatchewan. En 1977, il travaille pour CKOM (en) de Saskatoon à titre de reporter et lecteur de nouvelles. Il anime ensuite un talkshow à la station CFQC de Saskatoon.
Élu député progressiste-conservateur en 1984, il préside le comité permanent des Communes sur la Communications et la Culture. Défait en 1988, il étudie ensuite le droit au Collège du Droit de l'Université de la Saskatchewan.
Depuis 1998, il anime la matinale John Gormley Live sur les ondes de Rawlco Radio' News Talk 650 CKOM et Saskatoon et de News Talk 980 CJME de Regina.
Alors que surviennent les attaques terroristes de Paris en 2015, il tweete Le prochain type dans une démocratie occidentale qui chante «Allah Ahkbar» nous tirons. Il retire le tweet peu après et présente ses excuses. Un groupe de professeurs du Collège du Droit de l'Université de Saskatchewan condamne Gormley et une pétition de 2 000 personnes appelle à sa démission de présentateur radio,.